# 微軟潛能創意盃
潛能創意盃（Imagine Cup），是由微軟總部每年贊助及主辦的競賽，集結來自世界各地的年輕學子，運用科技解決全世界目前所面臨到困難的問題。此競賽分為了競賽組與挑戰組（項目每年微調），所有參賽者創造出的專案依循著比賽宗旨：利用科技解決全球性艱困的問題。從2003年起，規模日益增大。2011年，已有超過358,000位參賽者代表183個國家或區域出賽。每年決賽在全世界巡迴舉辦，2015年回到西雅圖微軟總部舉辦。

## 歷年決賽地點與主題
- 2003年：西班牙巴塞隆納，主題：運用Web服務與.NET連結人、資訊、系統與設備。
- 2004年：巴西聖保羅，主題：想像一個智慧科技令日常生活更方便的世界。
- 2005年：日本東京，主題：想像一個科技拆解我們之間隔離的世界。
- 2006年：印度阿格拉與德里，主題：想像一個科技可以讓我們活得更健康的世界。
- 2007年：韓國首爾，主題：想像一個科技讓所有人獲得更好教育的世界。
- 2008年：法國巴黎，主題：想像一個科技令環境永續發展的世界。
- 2009年：埃及開羅，主題：想像一個科技幫助解決世界最艱難問題的世界。
- 2010年：波蘭華沙，主題：想像一個科技幫助解決世界最艱難問題的世界。
- 2011年：美國紐約，主題：想像一個科技幫助解決世界最艱難問題的世界。
- 2012年：澳洲雪梨，主題：想像一個科技幫助解決世界最艱難問題的世界。
- 2013年：俄羅斯聖彼得堡，主題：所有的夢想現在都受歡迎。
- 2014年：美國西雅圖
- 2015年：美國西雅圖

## 比賽類別
- 世界公民競賽
- 創新競賽
- 軟體設計
- 嵌入式開發競賽
- 遊戲設計
- IT 挑戰
- Office 設計者
- 數位媒體
- Windows 7
- Windows 7 觸碰挑戰
- 協同操作挑戰
- Facebook 創新獎
- AppCampus 獎
- Skype 獎
- Visual Studio 線上加速器
- Office 應用程式挑戰
- Windows & Windows 手機 挑戰
- 使用者體驗挑戰
- 影像投售挑戰
- 專案藍圖挑戰